# Catedral de Riga
La  Catedral de Riga (en letón: Rīgas Doms; en alemán: Dom zu Riga) es la catedral evangélica luterana de Riga, Letonia y la sede del Arzobispo de Riga. Está cerca del Daugava, y está considerada la iglesia medieval más grande de los países bálticos. La catedral está situada en el centro histórico de Riga, en la Plaza de la Catedral (Doma laukums). Había sido la catedral católica de Riga antes de la reforma protestante. El antiguo monasterio de la catedral alberga actualmente el museo de historia de Riga y de la navegación, fundado en 1773.
Es uno de los monumentos más importantes de Letonia, y aparece en cuadros, fotografías y reportajes de televisión. Al igual que todas las iglesias antiguas de la ciudad, es conocida por su veleta. Construida a principios del siglo XIII, ha conocido múltiples modificaciones en el curso de su historia. Alberga un destacable órgano de 6768 tubos, construido entre 1882 y 1883 por Eberhard Friedrich Walcker.

## Historia

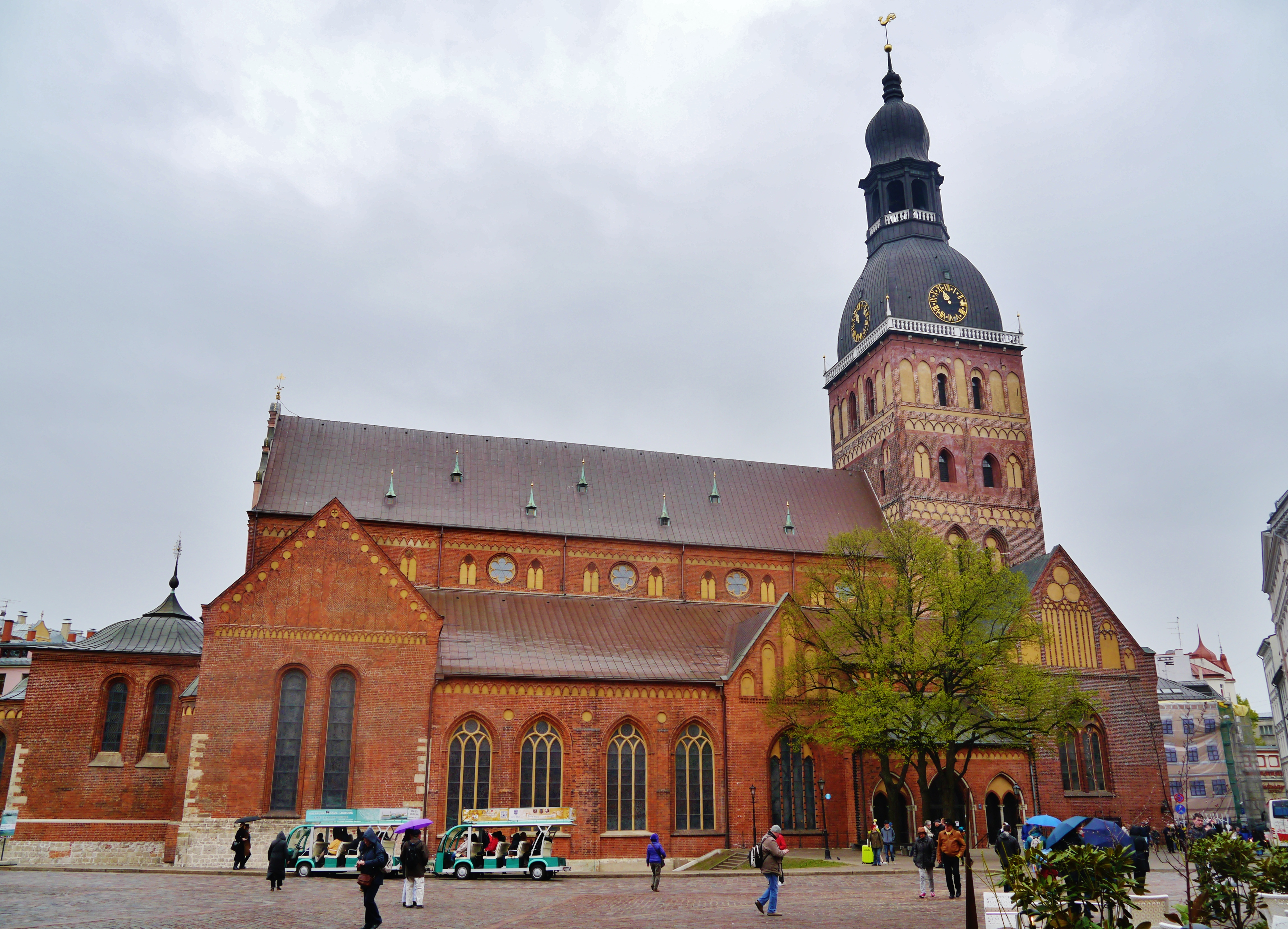
El lado norte de la catedral.

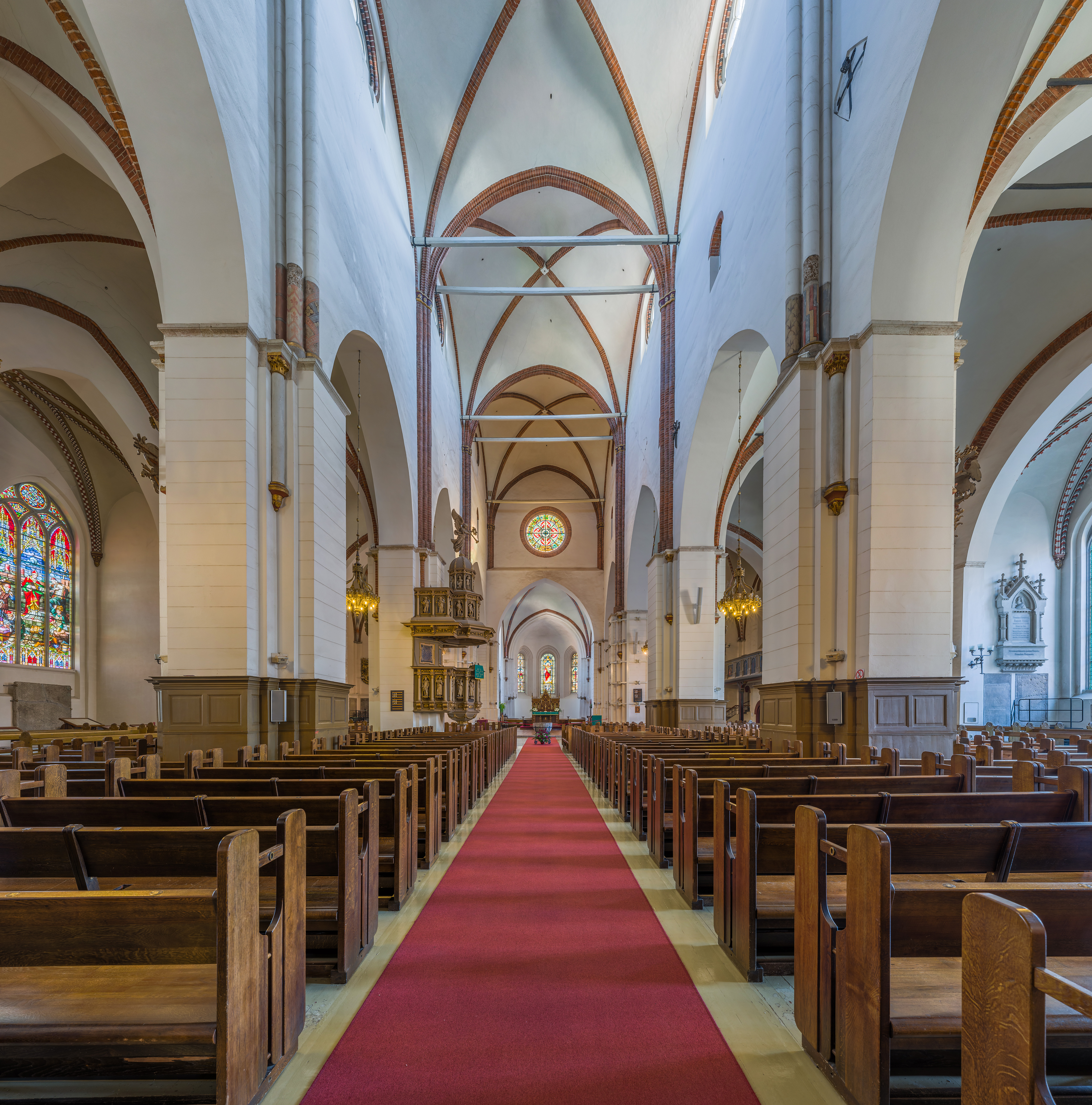
La nave de la catedral.

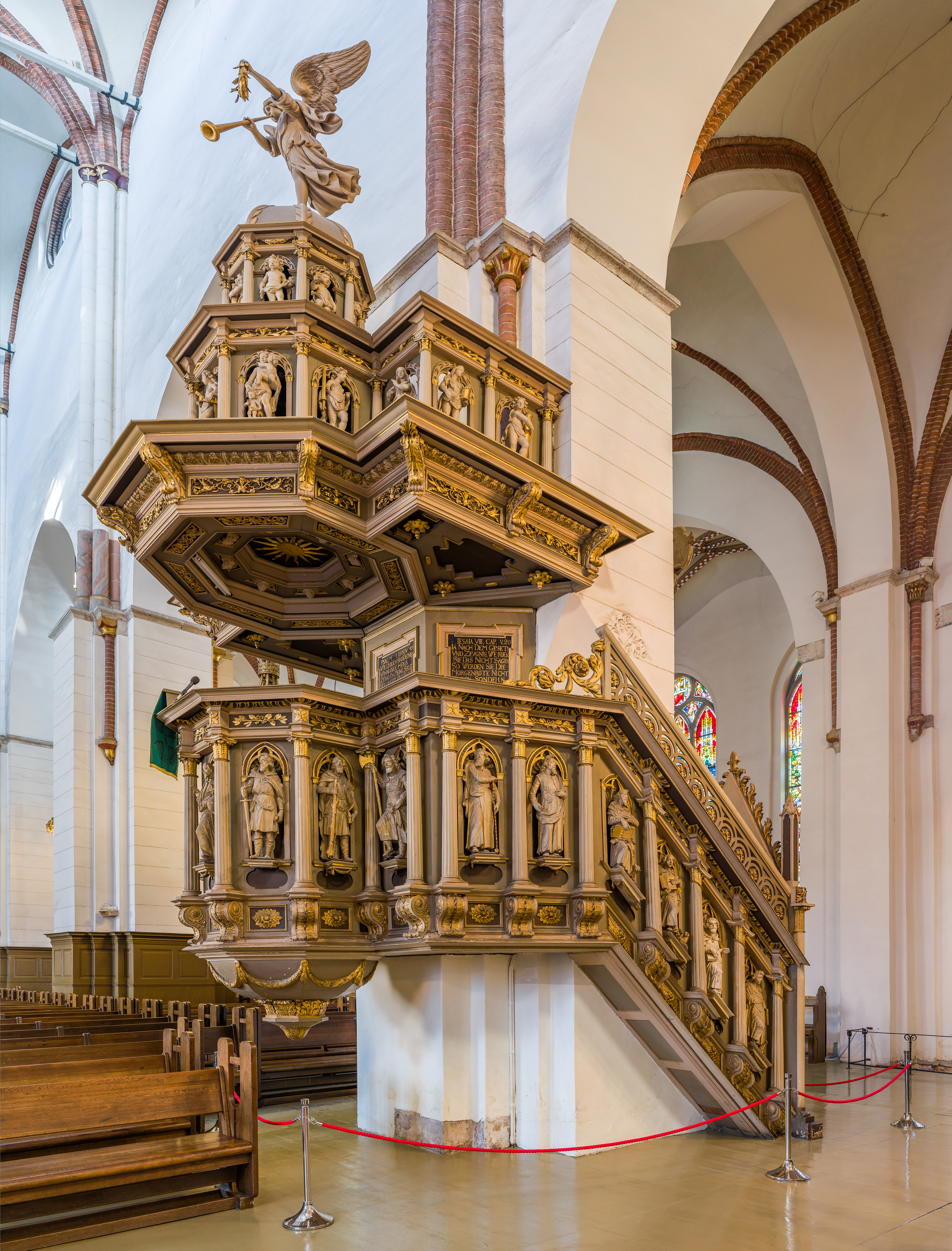
El púlpito.

La primera piedra se puso el 25 de junio de 1211, en una ceremonia dirigida por el obispo Albert. La catedral actual fue edificada en 1215 después de que un incendio destruyera el edificio original. En esta reconstrucción solo se mantuvo la piedra natural en las esquinas, sustituyéndola en todos los otros lugares por ladrillos.
En 1226, el obispo Guillermo de Módena celebró un consejo en la catedral recién reconstruida. Se supone que la primera catedral se debía inscribir en las formas arquitectónicas de una basílica, pero que el tiempo ha ido modificando poco a poco su configuración. A finales del siglo XIV y  principios del siglo XV, se amplió el conjunto con la construcción de la cruz oeste de la nave y se elevaron las paredes laterales de la nave central. También se añadieron dos capillas laterales, así como el chapitel piramidal de forma octogonal. Podemos ver este punto a 140 metros de altura en la representación más antigua de la catedral que se conserva, de Sébastien Munster (1559).
En 1547, la víspera de Pentecostés, un incendio destruyó el campanario gótico de la catedral. Hacia 1595 se construyó una nueva torre con un chapitel piramidal y dos galerías. En 1709, en la crecida del Daugava, la catedral se inundó a la altura de un hombre. El mismo incidente tuvo lugar en 1744. La catedral sufrió de nuevo daños en el sitio de 1710 llevado a cabo por las tropas del zar Pedro el Grande.
En 1772, después de que finalizaran los enterramientos en la Catedral de Riga, el nivel del suelo del edificio fue elevado. En 1775, el Ayuntamiento de Riga, sobre la base de las conclusiones a las que llegaron los ingenieros de la época, ordenó la demolición de una parte de la torre y la construcción de la torre barroca todavía visible en la actualidad. Entre 1881 y 1914, la Sociedad de Investigadores de la Historia y la Antigüedad de Riga realizó remodelaciones y obras de renovación de la iglesia y del claustro. Tras estas obras, la catedral y el claustro adquirieron su aspecto actual.
El año 1883 estuvo marcado por la inauguración del órgano Walcker Orgelbau, considerado entonces el instrumento de tubos más grande del mundo (ciento veinte juegos), en sustitución de un órgano previo que databa del siglo XVI. En esta ocasión se tocó la pieza Choral Nun Danket alle Gott escrita por Franz Liszt e inspirada en un poema de Herder.
Entre 1959 y 1962, bajo el régimen soviético, la Catedral de Riga se transformó en una sala de conciertos. El altar fue desmontado y se instalaron asientos frente al órgano, que a su vez fue restaurado entre 1981 y 1984 por Flentrop Orgelbouw Zaandam. Al mismo tiempo, se renovó la cubierta de cobre de la torre así como las rejillas de las dos galerías. También se colocó una nueva veleta en el chapitel. Por último, se instaló un sistema de extinción automática de incendios y una climatización.
Entre los antiguos restos presentes en la catedral se encuentran dos estatuas de madera del siglo XV que representan a la virgen María y a Adán y Eva, así como la primera veleta (1595), conservada en el claustro de la catedral. El nivel del suelo alrededor de la catedral se ha elevado con el paso de los siglos, hasta el punto que en la actualidad se deben descender dieciséis pasos hacia la entrada, mientras que en la época había una escalera que conducía hacia arriba a ella.
En 2011 se sustituyó la cubierta de cobre de la nave. En 2015, el exterior de la torre también fue re-chapado y se renovó su estructura de madera.

## Órgano
El órgano de la Catedral de Riga fue construido por E.F. Walcker & Sons de Ludwigsburg, Alemania entre 1882 y 1883, y fue inaugurado el 31 de enero de 1884. Tiene cuatro teclados y un pedalero. Tiene 116 voces, 124 registros, 144 rangos y 6718 tubos. Incluye 18 combinaciones y general crescendo. Una cinta del compositor letón Lūcija Garūta tocando el órgano para una cantata durante la Segunda Guerra Mundial capturó el sonido de la cercana batalla.

## Coro de niños
El coro de niños de la Catedral de Riga ha actuado internacionalmente, grabando la Misa de Riga de Uģis Prauliņš y otras obras.

## Galería de imágenes

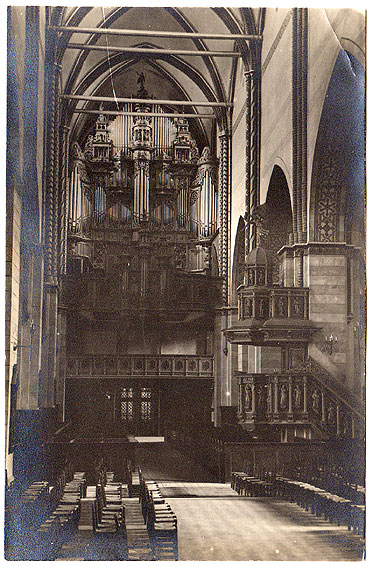
El órgano de la catedral.
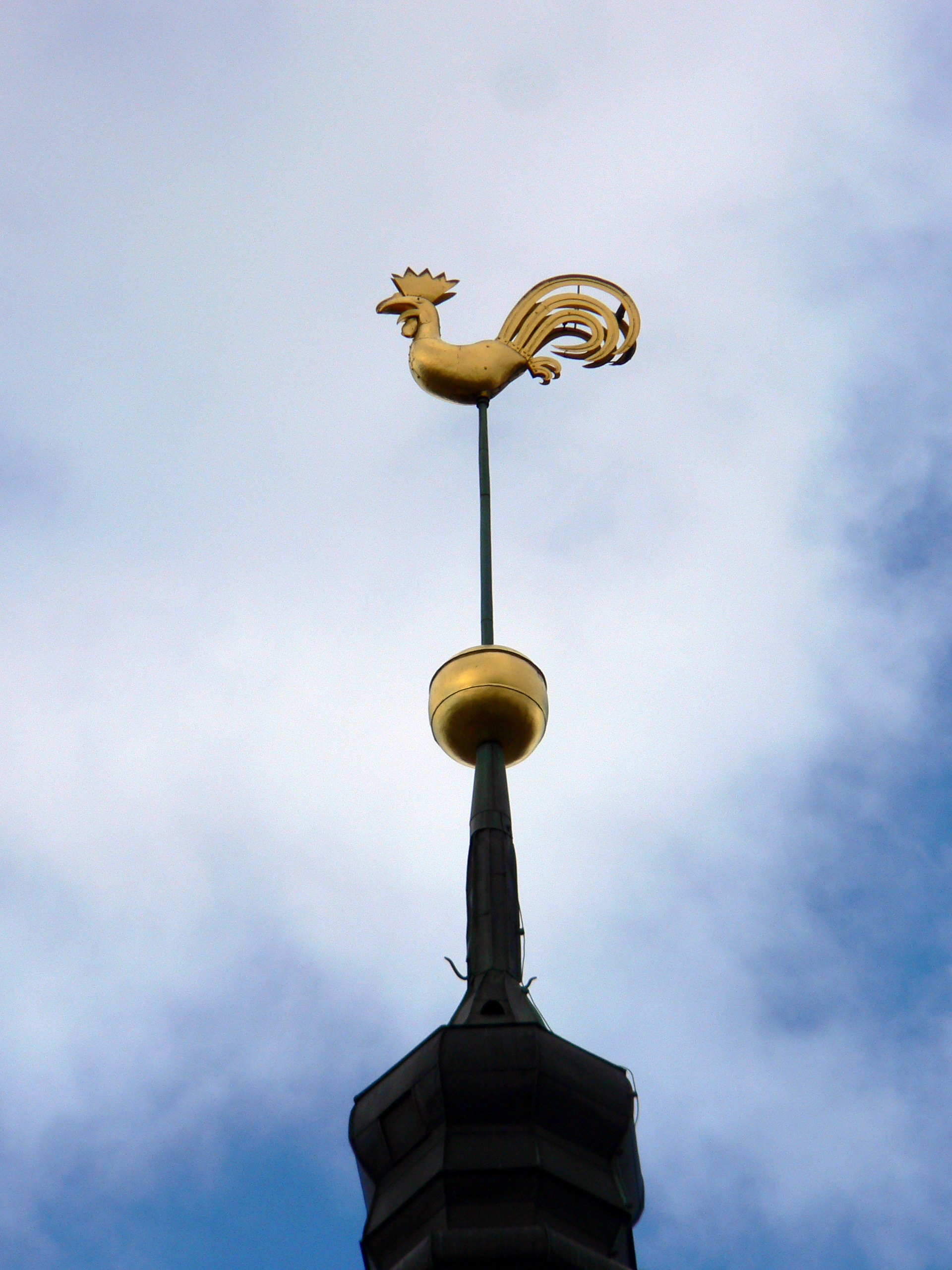
La veleta en 2006.
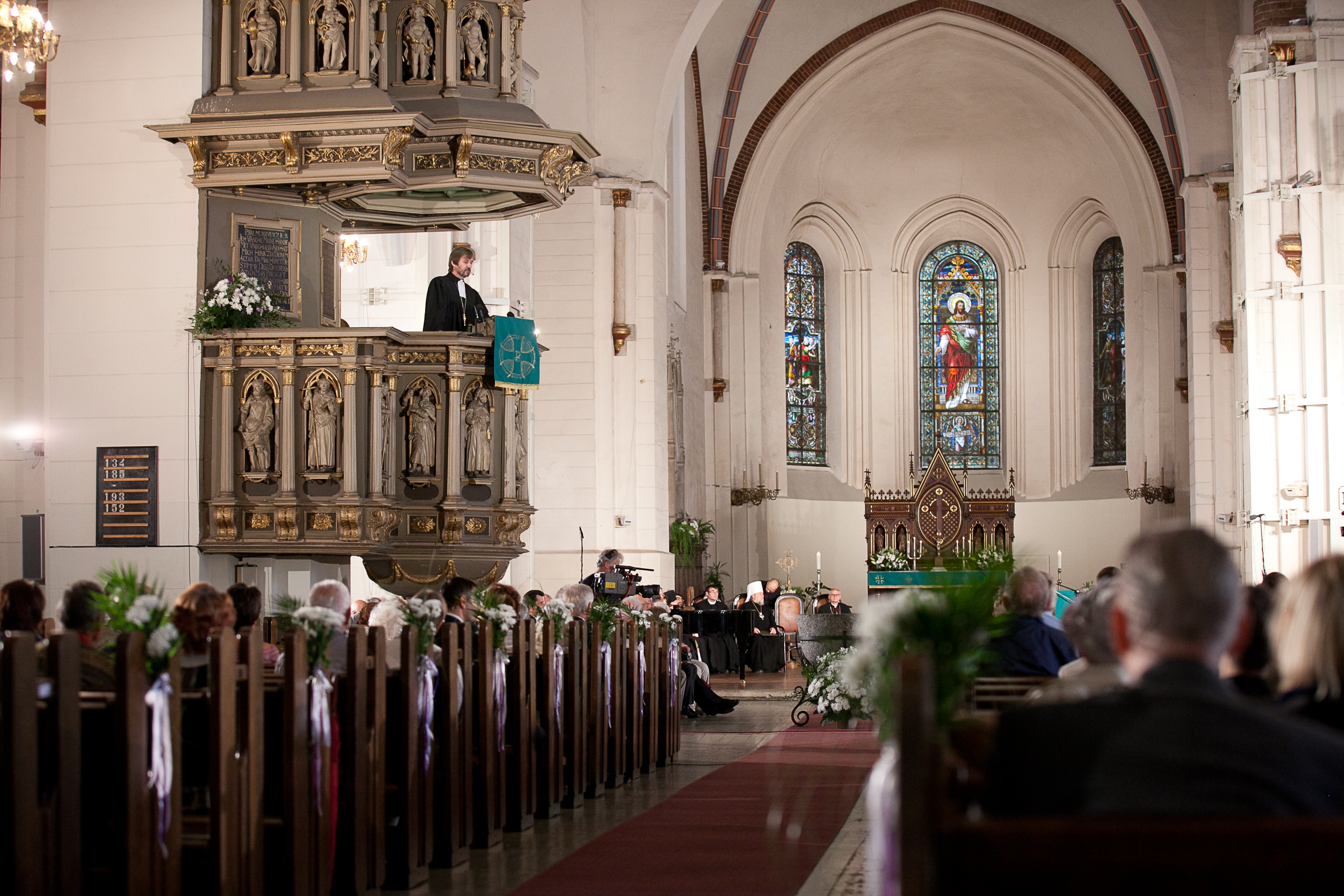
Ábside.
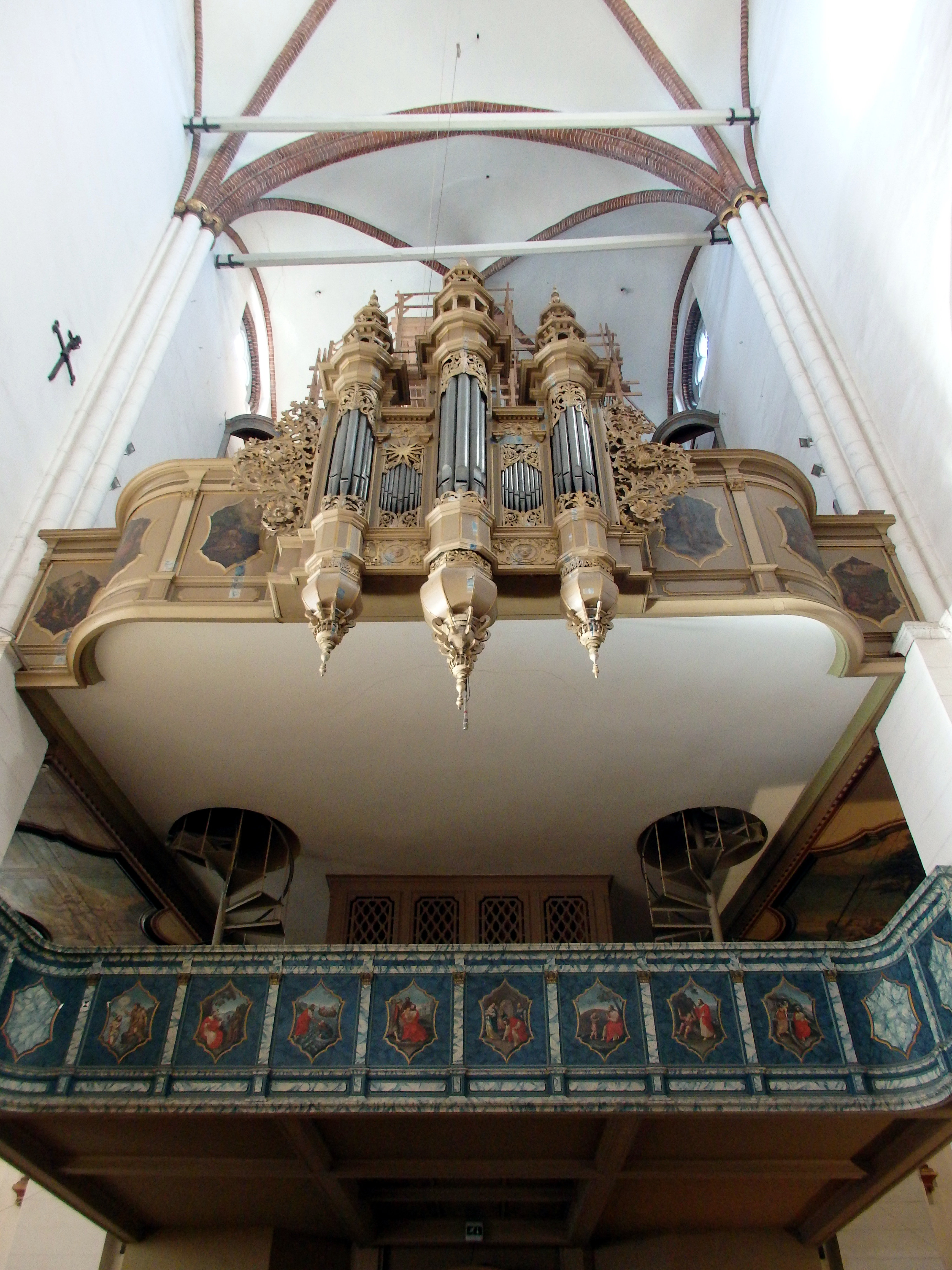
El órgano durante su restauración.
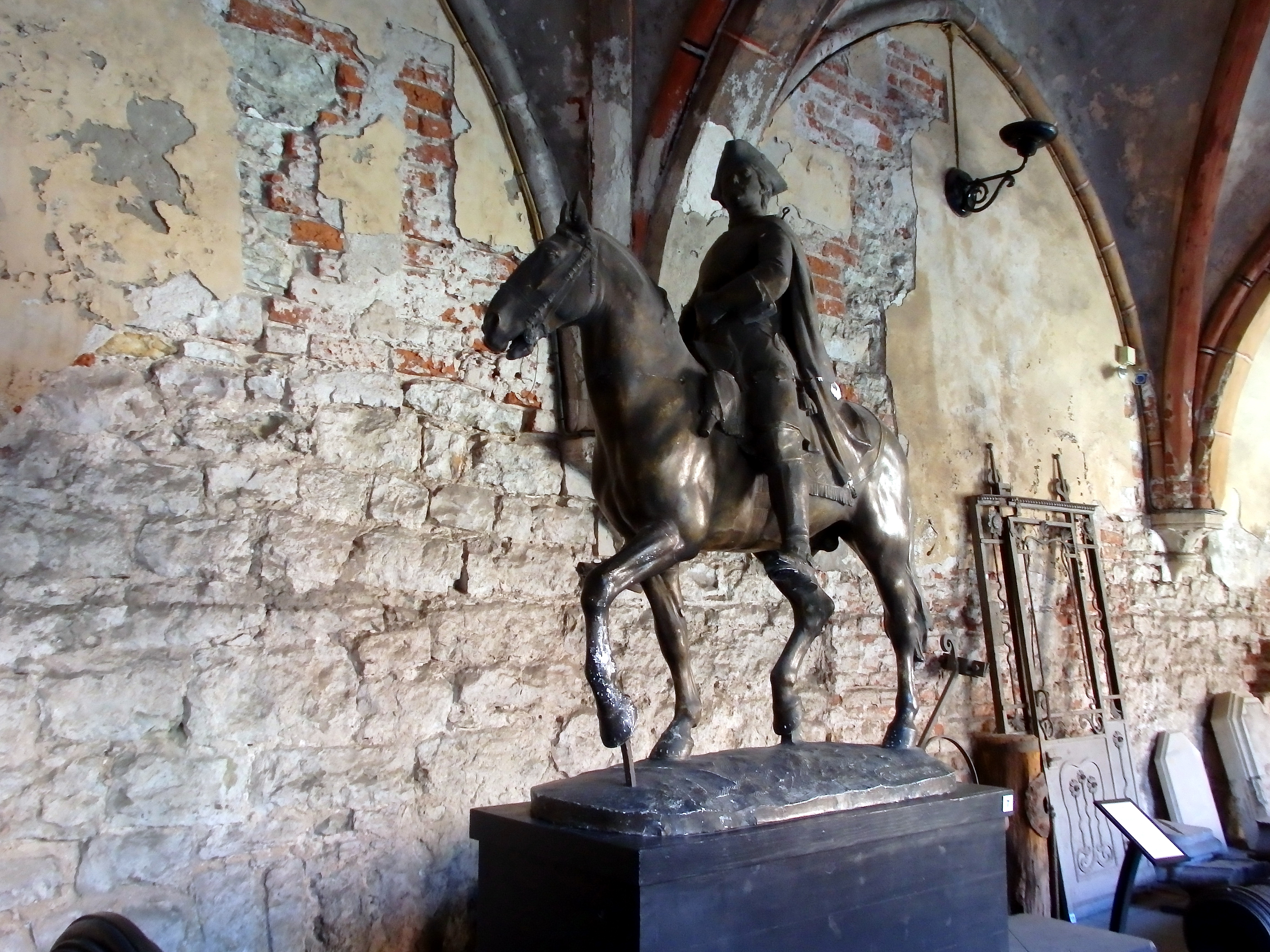
Copia de la estatua ecuestre de 1910-1914 de Pedro I.
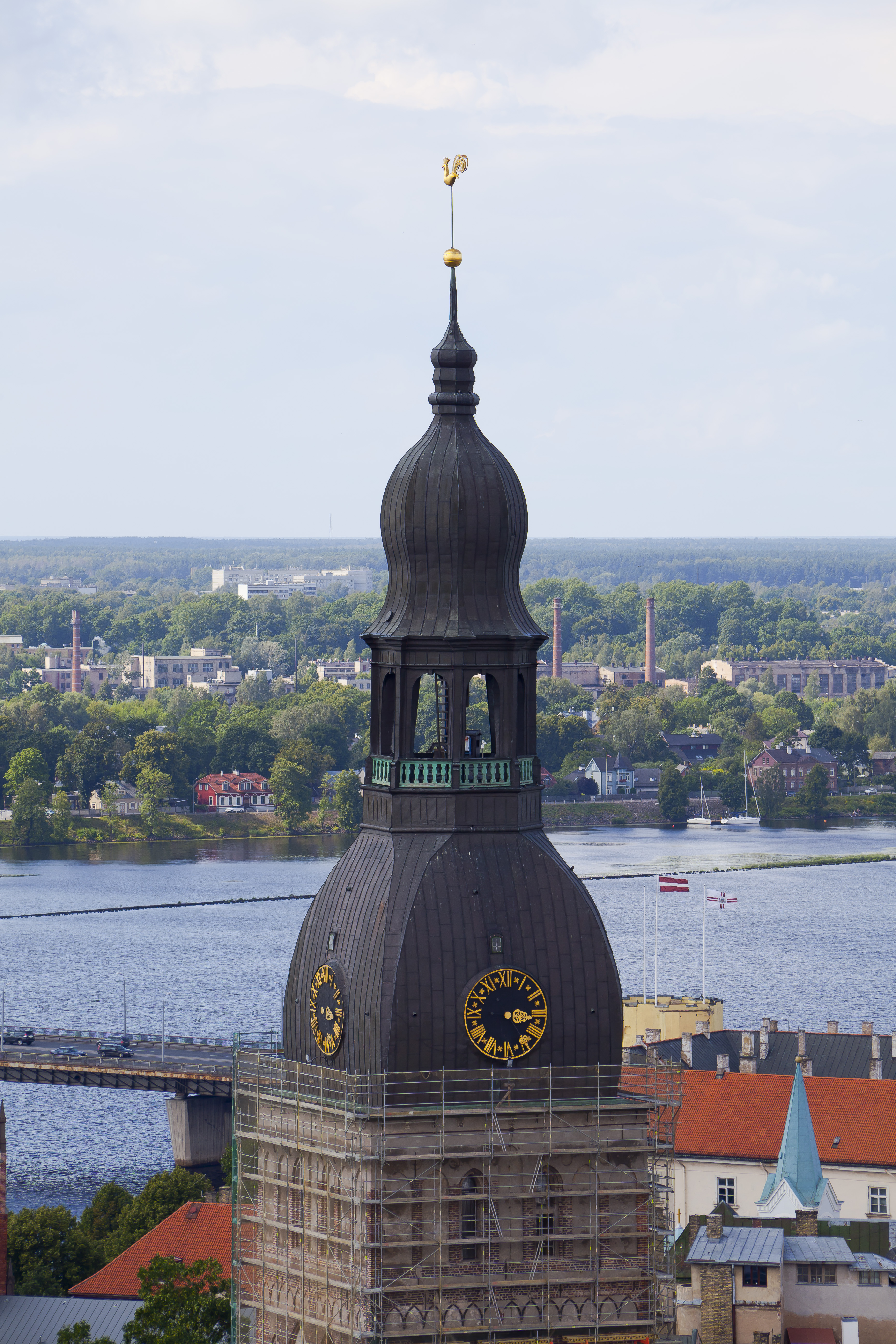
Detalle del campanario.